# Orta San Giulio
Orta San Giulio település Olaszországban, Piemont régióban, Novara megyében. Lakosainak száma 1047 fő (2023. január 1.). Orta San Giulio Bolzano Novarese, Miasino, Pettenasco, Ameno, Gozzano, Pella és San Maurizio d’Opaglio községekkel határos.

## Népesség
A település lakossága az elmúlt években az alábbi módon változott:
| Lakosok száma | 1262 | 1280 | 1047 |
|               | 2017 | 2018 | 2023 |